# Centonisation
Centonisation ist die Komposition einer neuen Melodie aus einem Vorrat vorhandener melodischer Formeln. Dieses Verfahren wird oft in der liturgischen Musik angewendet (z. B. um neue Texte zu vertonen). Bestimmte Melodie-Formeln stehen für einen bestimmten Modus.